# Czeriomuszskij
Czeriomuszskij (ros. Черёмушский) – osiedle w Rosji, w obwodzie archangielskim, w rejonie kotłaskim. W 2010 liczyło 1053 mieszkańców.